# حمير (السوم)

تعديل مصدري - تعديل

حمير هي إحدى قرى عزلة السوم بمديرية السوم التابعة لمحافظة حضرموت، بلغ تعداد سكانها 60 نسمة حسب تعداد اليمن لعام 2004.